# Persecución de masones tras el caso Óscar Pérez
La francmasonería en Venezuela tiene sus inicios en 1824 en la ciudad de Caracas. Sus principios se basan en el carácter iniciático; filantrópico, simbólico, filosófico, discreto, armónico, jerárquico, y humanista de su causa. Además, tiene una estructura federal y se funda en un sentimiento de fraternidad. Entre los miembros de esta denominación se incluyen un número importante de políticos y ciudadanos prominentes, siendo el libertador Simón Bolívar, el generalísimo Francisco de Miranda.

## Gobierno masónico (Actualización 2024)

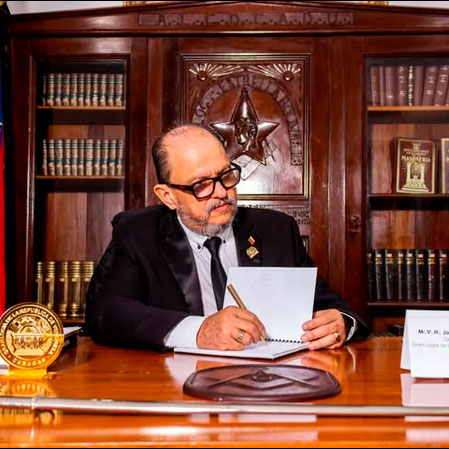
Jose Gregorio Sardelli Bravo - Gran Maestro de la Gran Logia de Venezuela

El actual cuadro directivo (2023-2026) está presidido por el Muy Respetable Gran Maestro José Gregorio Sardelli Bravo, continuador de la tradición de liderazgo civil en la institución. Su gestión se enfoca en:
- Modernización de archivos históricos
- Programa de formación masónica digital
- Cooperación internacional con la CMGIR
- Docencia Masónica
- Filantropía

## Gran Logia de la República de Venezuela
Fundada el 24 de junio de 1824, estableció su sede en la ciudad de Caracas. Su primer Gran Maestro habría sido el reconocido abogado Diego Bautista Urbaneja. Los primeros pasos de su instalación se habrían dado 2 meses antes, el 21 de abril, en presencia del Comisionado Especial Joseph Cerneau. En sus inicios, a la Gran Logia le habría correspondido coordinar aproximadamente 18 logias que se encontraban bajo su dirección. Tiempo después, tras la ruptura entre Venezuela y la Gran Colombia en 1830, la Gran Logia sería refundada el 9 de septiembre en 1838, nuevamente bajo la dirección de Urbaneja.
- Su pertenencia a la Confederación Masónica Interamericana (C.M.I.), la Confederación de Grandes Logias Regulares del Mundo (C.G.L.R.M.) y la Confederación Masónica Bolivariana (C.M.B.).
- Que "Tiene relaciones y representantes en todas las Grandes Logias del Mundo".

La francmasonería en Venezuela constituye una de las instituciones históricas más influyentes en el desarrollo político y social del país. Con raíces que se remontan al siglo XVIII, su evolución ha estado íntimamente ligada a los procesos independentistas y de construcción republicana.

## Historia

### Orígenes (1797-1824)
Los primeros vestigios documentados se sitúan en 1797 con la llegada a La Guaira de cuatro masones españoles de tendencia liberal, quienes iniciaron a criollos en los ritos masónicos. Paralelamente, en 1798, Francisco de Miranda establece en Londres la Gran Reunión Americana, organización precursora de las Logias Lautarinas que jugarían papel crucial en la independencia suramericana.
Entre 1811-1818 surgieron las primeras logias documentadas en Cumaná, Carúpano y Angostura, centros de conspiración independentista. Estudios recientes sugieren posible actividad masónica en Margarita desde 1807, aunque sin confirmación definitiva.

### Consolidación institucional

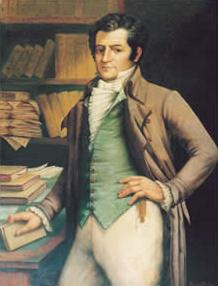
Diego Bautista Urbaneja, primer Gran Maestro venezolano

La Gran Logia de la República de Venezuela se constituye formalmente el 24 de junio de 1824 bajo el liderazgo de Diego Bautista Urbaneja, destacado prócer civil de la independencia. 

### Figuras destacadas
La masonería congregó a los principales protagonistas de la historia nacional:
- Francisco de Miranda
- Simón Bolívar
- Jose Antonio Páez
- Andrés Bello
- Antonio José de Sucre
- Abelardo Yanji Bucjok

De los 15 presidentes del siglo XIX, 13 fueron masones. En el Panteón Nacional reposan 37 próceres masones, incluyendo 10 jefes de Estado.

### Contribuciones socioculturales
La institución promovió:
- Creación del primer sistema educativo público (1839)
- Abolición de la esclavitud (1854)
- Establecimiento del registro civil (1873)
- Fundación de la Universidad Central de Venezuela (1721)

### Siglo XX
La masonería en Venezuela fue influyente durante la independencia con figuras como Simón Bolívar y Francisco de Miranda, pero perdió relevancia durante las dictaduras de Juan Vicente Gómez y Marcos Pérez Jiménez, adoptando una postura de neutralidad o colaboración durante dichos regímenes.

### Actualidad
En abril de 2017, el régimen de Nicolás Maduro impidió a masones venezolanos viajar a una asamblea de la Confederación Masónica Interamericana en Paraguay, donde estaría presente Luis Almagro, secretario general de la OEA. El policía Óscar Pérez era iniciado en la masonería en Ciudad Guayana y miembro de la Logia Santiago Mariño N.º 208. Tras la rebelión de Pérez el 27 de junio de 2017, cuando lanzó un manifiesto desde un helicóptero invocando el artículo 350 de la Constitución, el gobierno venezolano realizó allanamientos de casas y detenciones de miembros de la logia Santiago Mariño N.º 208, a la que Pérez pertenecía.
Ramón Fernando Delgado Vega, aprendiz de la Logia Santiago Mariño N.º 208, arrestado el 15 de julio de 2017 por el SEBIN por presuntas reuniones con Óscar Pérez. Fue vinculado con las acciones de Pérez el 27 de junio y procesado por el Tribunal Militar Primero de Control por cargos de rebelión (artículos 476, 486, 487 del Código Orgánico de Justicia Militar, a título de encubridor) y ultraje al centinela, a la bandera y a la Fuerza Armada Nacional (artículo 505, a título de autor). Durante su audiencia el 16 de julio de 2017, Delgado negó los cargos, afirmando que su relación con Pérez era exclusivamente masónica, relacionada con actividades de la logia, como reuniones para intercambiar libros e ideas para ascender de grado. Posteriormente fue liberado. Esteban Oria, presidente de la Federación Venezolana de Politólogos y miembro de la Logia Santiago Mariño N.º 208, salió de Venezuela el 1 de agosto de 2017, citando temor a represalias por sus denuncias contra la persecución de masones. Jesús Betancourt, Rubén Rodríguez, Marcial Jiménez, Jameson Jiménez, Yohnny Calderón, Ronald Marcano, y Galian Sánchez, miembros de la Logia Santiago Mariño N.º 208, fueron invitados a comparecer ante el CICPC entre julio y octubre de 2017 por su presunta relación con Pérez.
Después de la masacre de El Junquito, la Gran Logia Simbólica del Paraguay, la Gran Logia de Ecuador, la Confederación Masónica Interamericana (CMI) y la Gran Logia de España, condenaron la muerte de Óscar Pérez y ldescribieron las medidas contra masones como una "caza de brujas". La Gran Logia Simbólica del Paraguay y la CMI denunciaron explícitamente la persecución política, mientras que la Gran Logia de Ecuador, liderada por el Gran Maestro Humberto Plaza, fue la primera en emitir una condena por el "vil asesinato" de Pérez. La Gran Logia de España, cuyo presidente lidera la CMI, repudió la falta de un debido proceso en la muerte de Pérez. En contraste, la Gran Logia de Venezuela no condenó el crimen y expulsó a Pérez y a José Alejandro Díaz Pimentel el 9 de enero de 2018 por "traición a la patria" y violación del artículo 18 de la Constitución masónica,. Según Esteban Oria, la expulsión, liderada por el ex Gran Maestro Ubaldo Jiménez Silva, motivó a la CMIDDHH a solicitar investigaciones contra él por presunta colaboración con el gobierno venezolano. Miembros de la Logia Santiago Mariño N.º 208 defendieron a Pérez, afirmando que actuó como un "hombre libre" en defensa de la libertad, aunque sin el respaldo institucional de la masonería.
José Alejandro Díaz Pimentel, también masón, fue asesinado igualmente durante el operativo. Según reportes que citan a masones venezolanos, el servicio de contraespionaje militar comenzó a elaborar un censo de masones. La Dirección General de Contrainteligencia Militar (DGCIM) allanó logias masónicas en seis entidades: Caracas, Vargas, Anzoátegui, Sucre, Carabobo y Bolívar) buscando posibles aliados de Pérez. Juan Hurtado Campos, teniente coronel, comandante de la Casa de Armas de la Guardia de Honor Presidencial y masón, fue arrestado posteriormente y acusado de querer suministrar armas a Óscar Alberto Pérez. Su desaparición forzada fue denunciada por la CMIDDHH y documentada en los informes de violaciones de derechos humanos de Michelle Bachelet. Según el testimonio del exsargento Graterol, fue ejecutado por el régimen de Maduro, aunque esta alegación no ha sido verificada judicialmente. Wilmer Muñoz, comisario del SEBIN y masón, desapareció en 2018 tras ser invitado a una reunión con superiores en Barlovento. El detective Endry Méndez, comisionado por la Gran Logia de Venezuela, rastreó su última parada en la zona del Guapo, pero no obtuvo respuestas de sus enlaces, y las autoridades no actuaron pese a la denuncia de desaparición presentada por su esposa. Yohnny Alejandro Calderón, segundo vigilante de la Logia Santiago Mariño N.º 208 y encargado de instruir aprendices, tuvo su casa allanada por la DGCIM el 27 de diciembre de 2017, y fue detenido tras una orden de aprehensión emitida el 6 de febrero de 2018 por su presunta relación con Óscar Pérez, según Esteban Oria. Fue procesado por el Tribunal Militar Segundo de Control por cargos de traición a la patria (artículos 464, 465), rebelión militar (artículos 486, 487), y sustracción de efectos de la Fuerza Armada (artículo 570) del Código Orgánico de Justicia Militar. Fue liberado bajo medidas cautelares el 26 de marzo de 2018, con régimen de presentación cada ocho días y prohibición de salida del país, según Foro Penal Venezolano, y la causa fue sobreseída el 14 de mayo de 2019.
Varios masones enfrentaron amenazas por sus denuncias o vínculos con Óscar Alberto Pérez y se vieron obligados a exiliarse o buscar asilo político. William Jiménez, coordinador nacional de investigaciones estratégicas del Senamecf y masón, denunció irregularidades en la autopsia de Óscar Pérez y su grupo, incluyendo presiones de altos funcionarios para cremar los cuerpos y actas de defunción firmadas por forenses que no examinaron los cadáveres. Evitó la incineración de los cuerpos para preservar evidencia, y señaló a Nicolás Maduro y al ministro Néstor Reverol como responsables. Tras sus denuncias, huyó de Venezuela y obtuvo asilo político en los Países Bajos. El 6 de febrero de 2019, presentó un informe forense ante las Naciones Unidas (ONU) sobre la muerte de Pérez. Como líder de la Comisión Masónica Internacional de Derechos Humanos (CMIDDHH), Oria presentó denuncias ante la Corte Penal Internacional y la ONU sobre casos como los de Óscar Pérez, José Alejandro Díaz Pimentel, y Wilmer Muñoz. Ángel Fajardo, masón de la Logia Santiago Mariño N.º 208, obtuvo asilo político en Francia en 2021 tras demostrar ante la Corte Nacional del Derecho al Asilo el peligro que corría debido a la persecución de masones vinculados a Óscar Pérez.

## Estructura organizativa

### Jurisdicciones principales
| Característica           | Gran Logia de la Gran Colombia                  |
| ------------------------ | ----------------------------------------------- |
| Fundación                | 24 de junio de 1824                             |
| Logias actuales          | 181 (2024)                                      |
| Afiliación internacional | Gran Logia Unida de Inglaterra, CMI, CMGIR, CMB |

### Gobierno masónico
El sistema organizativo incluye:
- Gran Cámara: Máxima instancia deliberativa
- Logias Azules: Unidades básicas de trabajo ritual
- Cámaras de Grados Filosóficos: Jerarquías superiores

## Patrimonio histórico
La masonería venezolana custodia:
- Archivo histórico
- Colección de símbolos rituales del siglo XVIII